# Autobahn 4 (Belgien)
Die belgische Autobahn 4, französisch Autoroute 4, niederländisch Autosnelweg 4 genannt, verbindet Brüssel mit Arlon und Luxemburg.
Am Leonardkruispunt beginnt die insgesamt 188 km lange Autobahn und führt über Overijse, Wavre, Namur und Arlon bis zum Grenzübergang nach Luxemburg.
Auf der Strecke zwischen Leonardkruispunt und der Ausfahrt 32 (Weyler) verläuft die Autobahn 4 gleich mit der Europastraße 411, zwischen dem Autobahndreieck mit der A26 bei Neufchâteau und dem Grenzübergang von Luxemburg gleich mit der Europastraße 25.
Außerdem kreuzt am Anschluss Libramont-Chevigny die zwischen Reims und Lüttich verlaufende Europastraße 46.  
Die Autobahn verläuft durch die Ardennen. Sie heißt deshalb von Daussoulx bis Neufchâteau Autoroute des Ardennes (Ardennenautobahn). 
Für die Belgier und Niederländer dient die Autobahn als Direktverbindung nach Luxemburg sowie nach ganz Südeuropa. Sie heißt deshalb auch Autoroute du Soleil (Autobahn der Sonne) von Neufchâteau bis zum Grenzübergang Arlon.
2004 bis 2006 wurde die A4 großenteils komplett saniert.

## Bilder

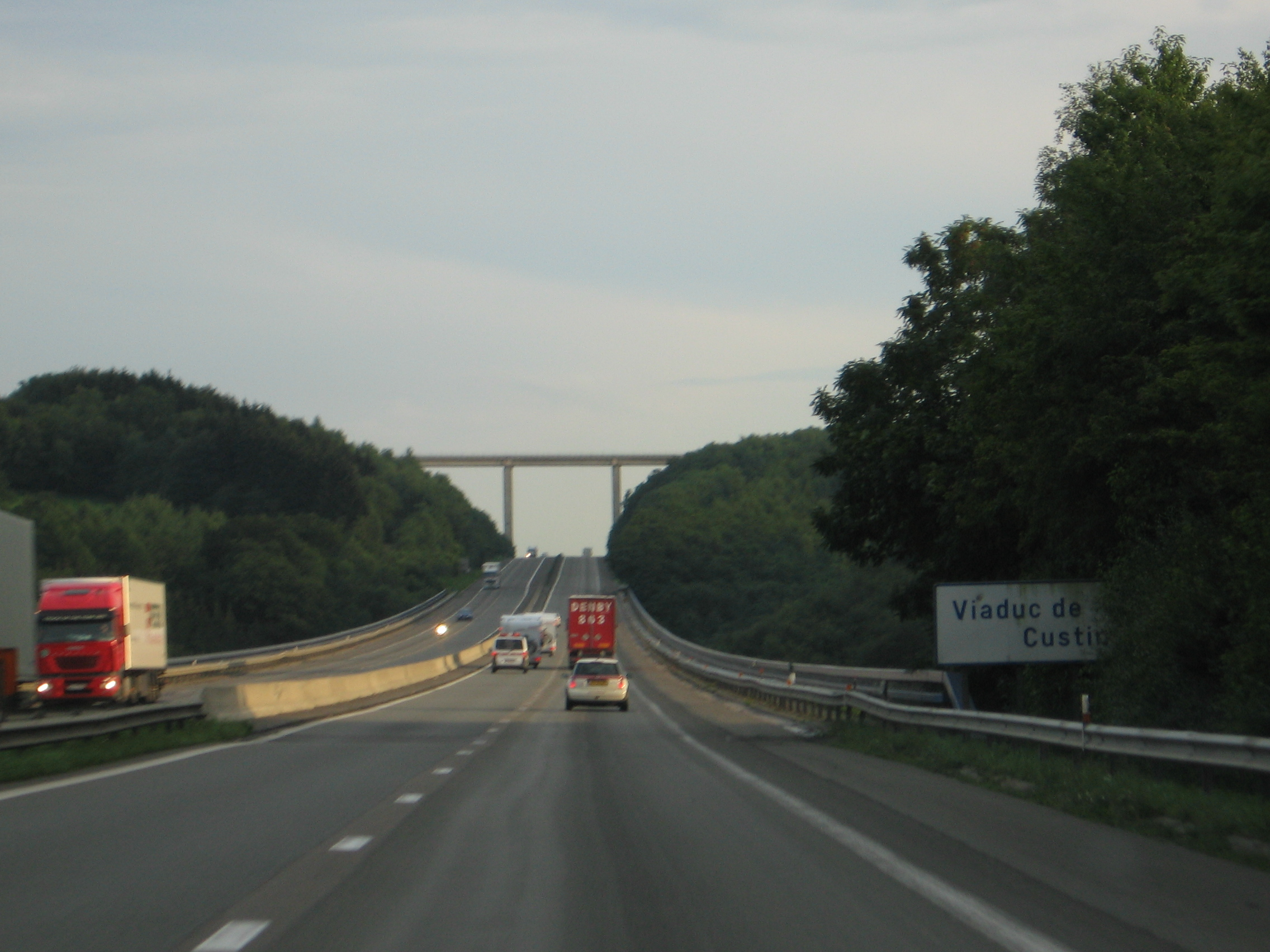
Viaduct von Custinne
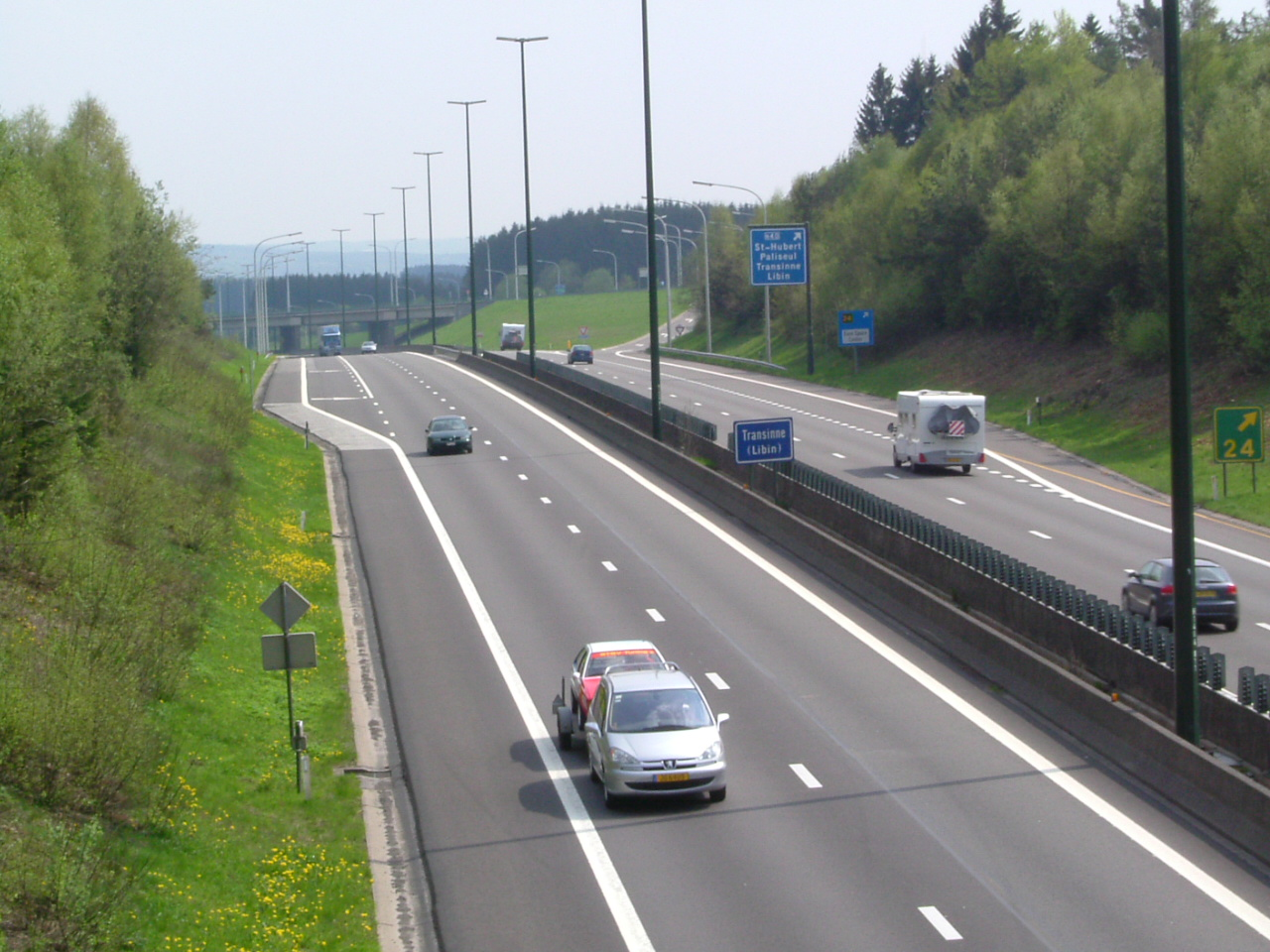
A4 kurz vor der Ausfahrt 24 (Transinne)